# Le Mao
Pour les articles homonymes, voir Mao.
Le Mao est un ouvrage du sinologue Claude Hudelot et du photographe Guy Gallice, paru en 2009 aux éditions du Rouergue. Il présente et décortique le culte de la personnalité de Mao Zedong.

## Présentation
L'ouvrage Le Mao est consacré au culte de la personnalité de Mao Zedong grâce à plusieurs centaines d'images et une analyse en seize chapitres focalisés sur les icônes les plus significatives, l'accent étant mis sur la photographie, fer de lance du culte et plus généralement sur la folie souvent meurtrière qui s'empara de la Chine à l'époque de la révolution culturelle. Le dernier chapitre est consacré à l'image de Mao dans l'art contemporain. Les auteurs s'essayent à présenter et décrypter « ce phénomène inégalé de culte de la personnalité au XXe siècle qui a entouré le Grand Timonier ». L'ouvrage présente plus d'un millier d'objets dévolus au culte du Grand Timonier. La présentation commence par ceux des années 1940 et se terminé par les œuvres des artistes contemporains, comme Andy Warhol ou Yan Pei Ming. De nombreux objets utilisent les clichés de Hou Bo, la photographe personnelle de Mao jusqu’à son limogeage par Jiang Qing en 1962. Avec cette iconographie, les auteurs présentent certains épisodes de l’histoire contemporaine chinoise en apportant de nouveaux éclairages. Claude Hudelot a utilisé sa collection personnelle d'objets glanée dans les années 1980-1990, dans des marchés aux Puces aux quatre coins de la Chine et auprès d’amateurs éclairés. Il se sépare de sa collection lors d'une vente aux enchères en 2015.
L’ouvrage est interdit de publication en Chine.

## Accueil critique
Le journaliste du Monde Harry Bellet indique que le « livre décortique la manière dont on a créé, par l'image, un mythe vivant ». Il considère que ce livre « fait peur » car il démontre la « puissance de l'image, de son efficacité en termes de propagande ». Quentin Girard, journaliste à Libération, considère que l'ouvrage montre la stratégie de Mao Zedong à travers des textes explicatifs, et une abondante iconographie. Pour Christian Caujolle l'ouvrage a le mérite de démontrer qu'il s'agit d'« image de propagande quasiment unique dans l’histoire ».

## Publication
- Claude Hudelot, Le Mao, Rodez, Le Rouergue, 2009, 476 p. (ISBN 978-2-8126-0042-5)